# Apotek Hjärtat
Apotek Hjärtat är en svensk apotekskedja med över 400 apotek i Sverige och därmed Sveriges största apotekskedja sett till omsättning. Apotek Hjärtat har omkring 4 000 medarbetare, varav mer än hälften är farmaceuter.

## Historia
Apotek Hjärtat grundades 2009 under namnet ApoPharm Holding AB av riskkapitalbolaget Altor. Bolaget förvärvade i november samma år 208 apotek från Apoteket AB, i samband med omregleringen av den svenska apoteksmarknaden, samtidigt som man uppgav att man hade ambitionen att starta minst 100 nya apotek under de kommande åren.
Apotek Hjärtat öppnade under namnet Apotek Hjärtat 8 februari 2010. Bolaget leds av verkställande direktör Anna Monika Magnusson sedan 1 september 2022.  
I maj 2010 förvärvade man konkurrenten Apotek1s 32 svenska apotek.
I april 2013 förvärvades Vårdapoteket, med 27 etablerade apotek.
I november 2014 förvärvades Apotek Hjärtat av ICA Gruppen, som drev konkurrenten Cura apoteket, för SEK 5,7 miljarder.  Under 2015 slogs de två apotekskedjorna ihop och drivs vidare under namnet Apotek Hjärtat. I samband med det lades ICA-loggan till Apotek Hjärtats logotyp.

## Samarbete med högskolor och universitet
Företaget är en av medlemmarna, benämnda Partners, i Handelshögskolan i Stockholms partnerprogram för företag som bidrar finansiellt till högskolan och nära samarbetar med den vad gäller forskning och utbildning.

## Vd
- 2021: Anders Nyberg
- 2021–2022: Eric Lundberg[8]
- 2022–idag: Monika Magnusson[9]

## Bilder

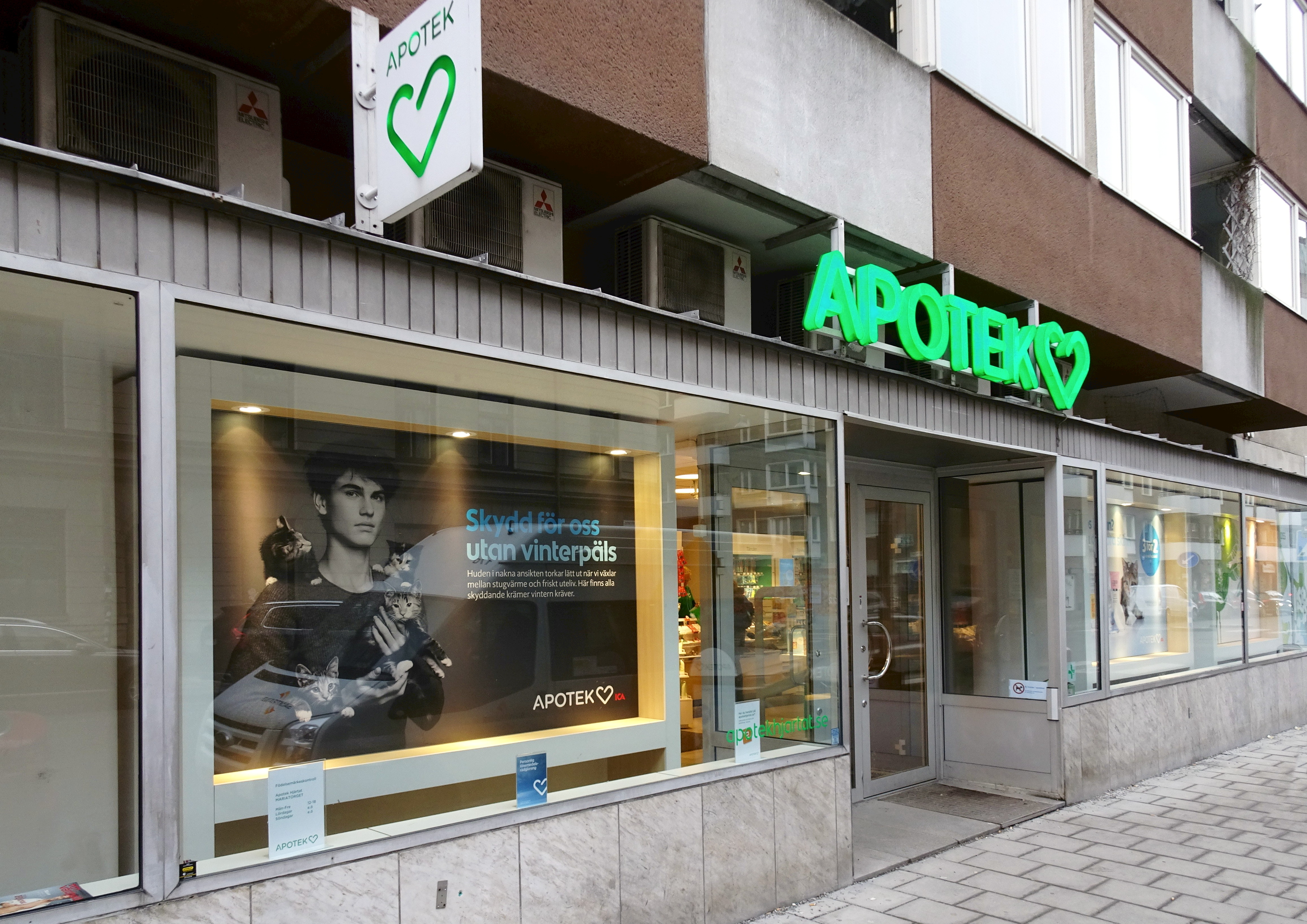
Mariaapoteket, Krukmakargatan 13, Södermalm, Stockholm.
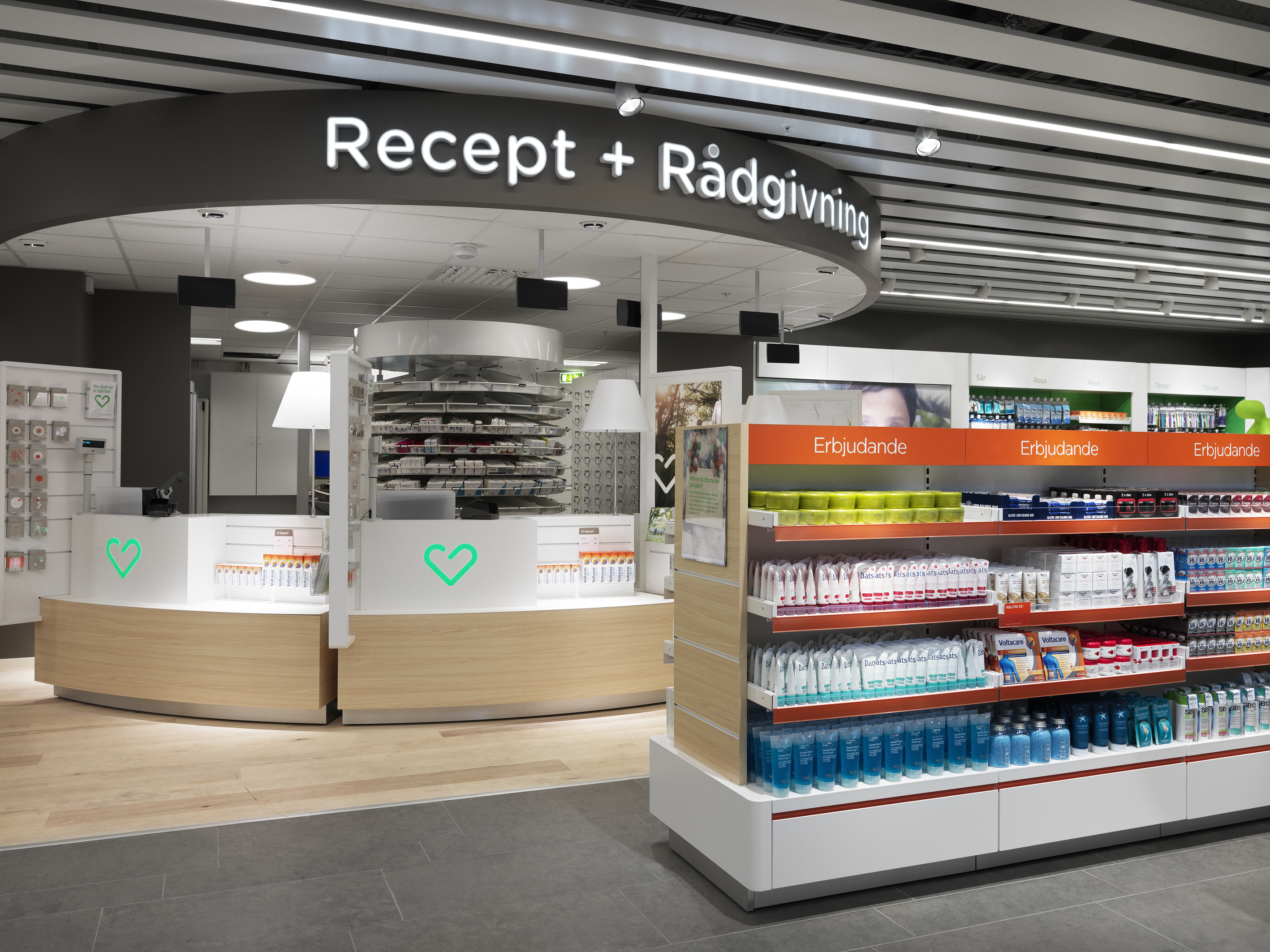
Receptexpedition i Apotek Hjärtats lokaler i Tyresö centrum.
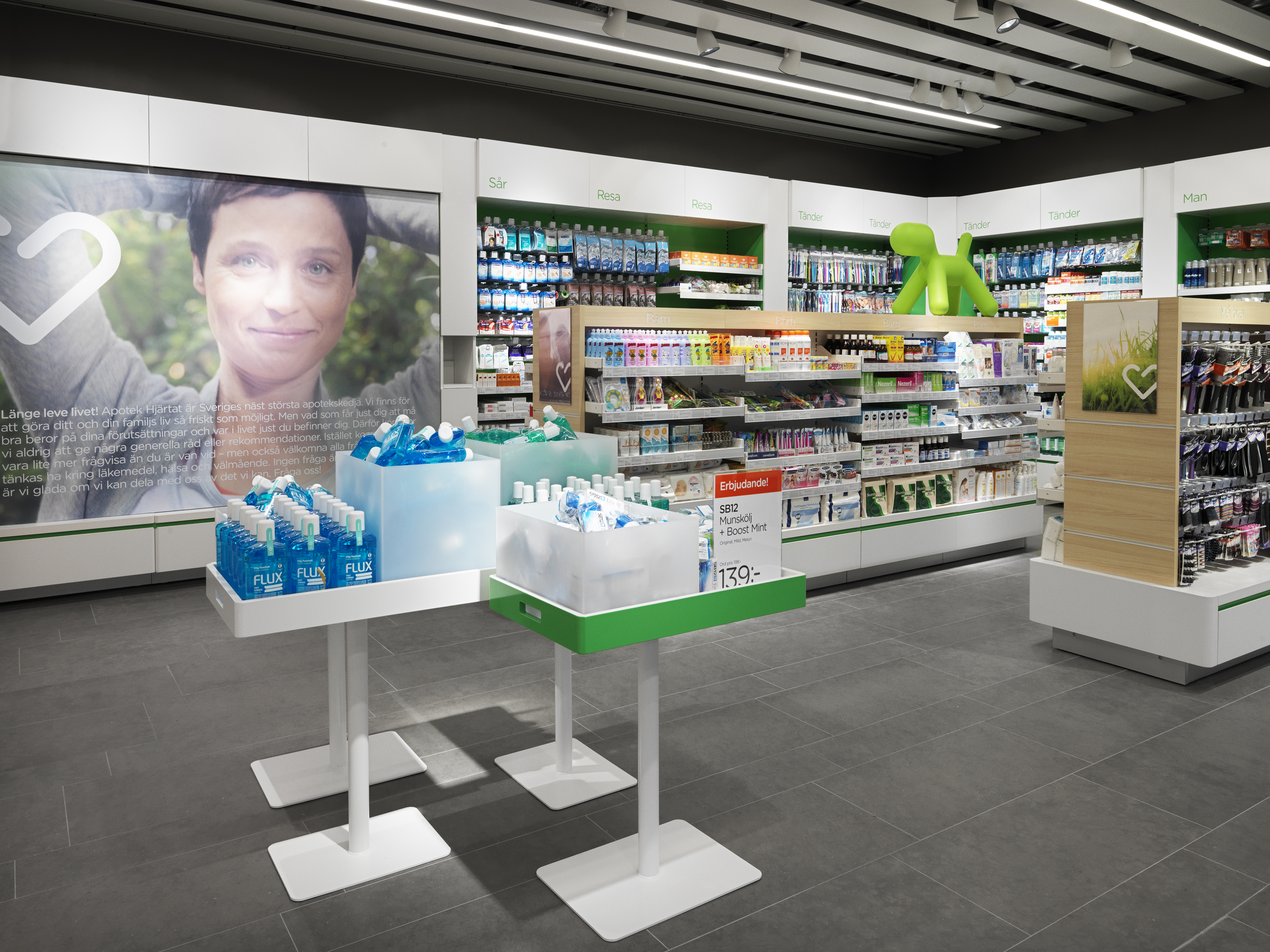
Interiör i en filial av Apotek Hjärtat.